# Jean-Léopold de Saxe-Cobourg et Gotha
Titre
Prince héritier de Saxe-Cobourg et Gotha
2 août 1906 – 9 mars 1932
(25 ans, 7 mois et 7 jours)
Jean-Léopold de Saxe-Cobourg et Gotha (en allemand : Johann Leopold Wilhelm Albert Ferdinand Viktor Prinz von Sachsen Coburg und Gotha), est né le 2 août 1906 au château de Callenberg près de Gotha (alors une deux capitales du duché de Saxe-Cobourg et Gotha) et mort le 4 mai 1972 à Grein en Autriche. Il est, jusqu'en 1918, le dernier prince héritier du duché de Saxe-Cobourg et Gotha, l'un des vingt-cinq États fédérés dans l'Empire allemand (1871-1918).

## Biographie

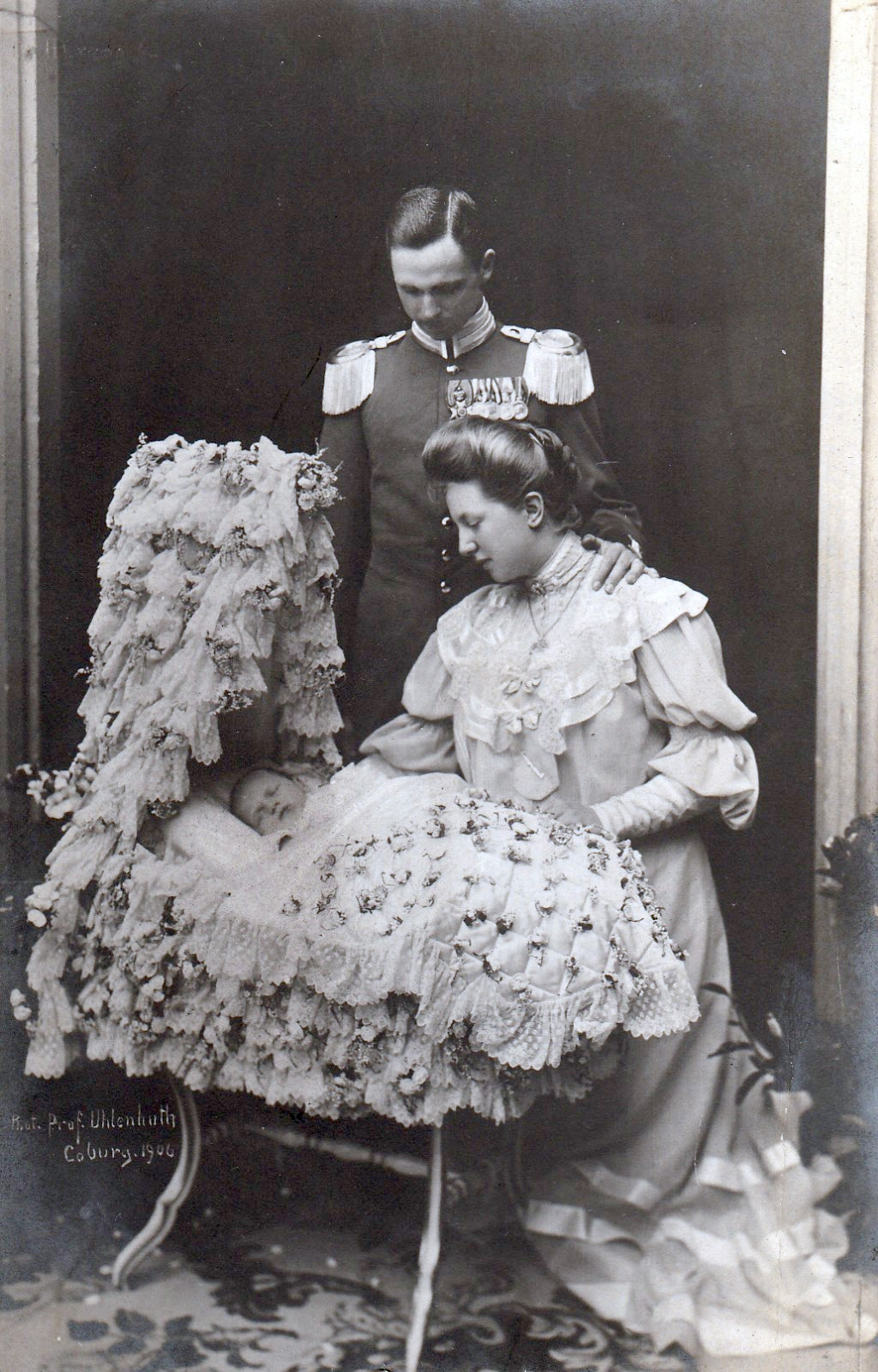
Le prince nouveau-né avec ses parents en 1906.

Jean-Léopold est le fils de Charles-Édouard de Saxe-Cobourg-Gotha, duc régnant de Saxe-Cobourg et Gotha de 1900 à 1918, prince de Grande-Bretagne et Irlande jusqu'en 1917 et 2e duc d'Albany jusqu'en 1919, et de son épouse Victoria-Adélaïde de Schleswig-Holstein-Sonderbourg-Glücksbourg.
Jean-Léopold (« John Leopold »), arrière-petit-fils de la reine Victoria, naît prince de Grande-Bretagne et Irlande mais perd ce titre en 1917, tout comme les siens. Cette perte, conséquence de la Première Guerre mondiale, ne lui permet pas de devenir le 3e duc d'Albany. Il est aussi prince héritier du duché de Saxe-Cobourg et Gotha, monarchie qui est renversée en 1918 lors de la Révolution allemande.
Sa qualité de prince héritier titulaire et dynaste du duché de Saxe-Cobourg et Gotha demeure entachée par ses deux mariages morganatiques. Sa première union en 1932 le prive de ses droits successoraux.

## Mariages et enfants
En 1932, Jean-Léopold de Saxe-Cobourg et Gotha épouse Feodora Freiin von der Horst (1905-1991, divorcée en 1931 de Wolf-Sigismund Freiherr Pergler von Perglas), dont il divorce en 1962.
Trois enfants naissent de cette union :
- Marianne de Saxe-Cobourg et Gotha (née en 1933), qui épouse en 1953 Michael Nielsen.
- Ernest Léopold de Saxe-Cobourg et Gotha (1935-1996), qui épouse successivement :
  - en 1961, Ingeburge Henig dont il divorce deux ans plus tard, dont il a un fils Hubertus.
  - en 1963, Gertraude Pfeiffer dont il divorce en 1985, dont il a quatre enfants.
  - en 1986, Sabine Biller (1941-1996), dont il a une fille.
- Pierre de Saxe-Cobourg et Gotha (né en 1939), il épouse en 1964 Roswitha Breuer en 1964, dont il a deux fils.

En 1963, Jean-Léopold de Saxe-Cobourg et Gotha épouse en secondes noces Thérèse Reindl (1908-1996).

## Quartiers ascendants
- Quatre quartiers de Jean-Léopold de Saxe-Cobourg et Gotha :
  - père : Charles-Édouard de Saxe-Cobourg-Gotha
    - grand-père paternel : Léopold de Saxe-Cobourg-Gotha, 1er duc d'Albany
      - arrière-grand-père agnatique : Albert de Saxe-Cobourg-Gotha, prince consort
      - arrière-grand-mère : Victoria Ire, épouse d'Albert de Saxe-Cobourg-Gotha

    - grand-mère paternelle : Hélène de Waldeck-Pyrmont

  - mère : Victoria-Adélaïde de Schleswig-Holstein-Sonderbourg-Glücksbourg
    - grand-père maternel : Frédéric-Ferdinand de Schleswig-Hosltein-Sonderbourg-Glücksbourg
    - grand-mère maternelle : Caroline de Schleswig-Holstein-Sonderbourg-Augustenbourg